# Johannes Lapicida-ház

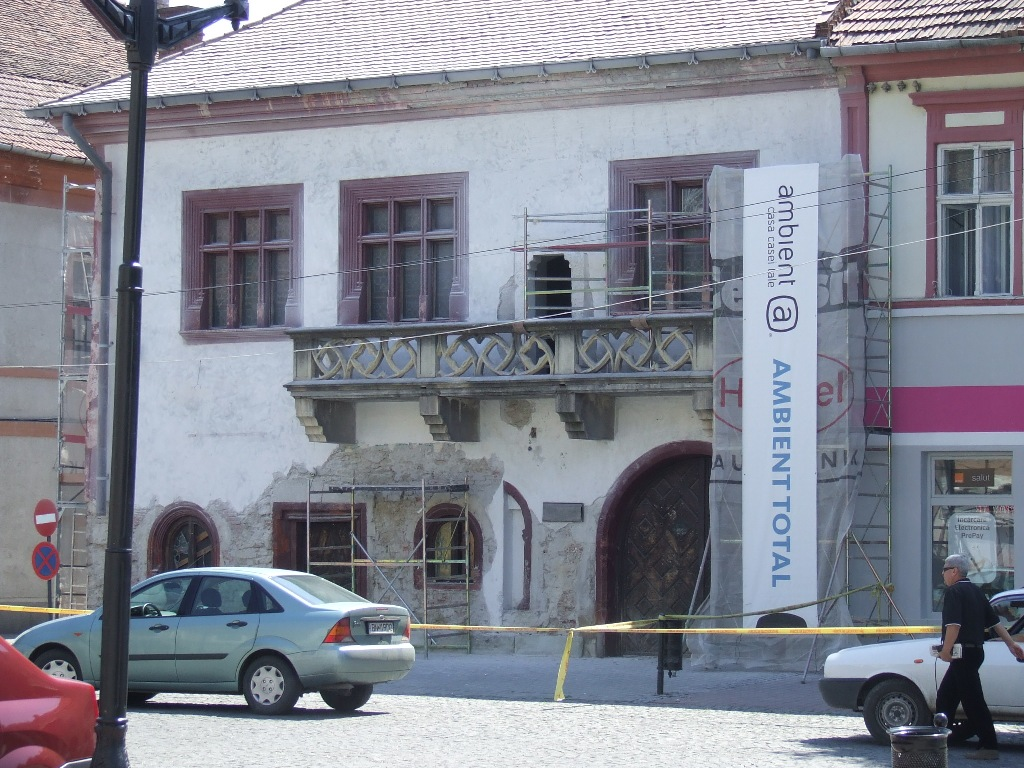
A Johannes Lapicida-ház

A Johannes Lapicida-ház (Casa Ioan Zidarul) Besztercén az 1500-as évek táján épült, gótikus stílusban. Ez a műemlék a részletek harmóniája és a díszítő elemek ridegsége folytán egyike az erdélyi építészet remekeinek. Az épület 1538-ban került Johannes Lapicida, más néven Hans Maurer (lefordítva: Kőműves János), besztercei szász kőműves tulajdonába.